# Friedrich August von Haeseler (Forstmeister)
Friedrich August von Haeseler, auch Häseler, (* 2. Dezember 1729; † 4. Februar 1796 in Schleusingen) war kurfürstlich-sächsischer Kammer- und Jagdjunker sowie Oberforst- und Wildmeister. 1756 erwarb er von seinem Vater August von Haeseler dessen Rittergut Gößnitz und nach dessen Tod Klosterhäseler mit den Gütern Dittersroda und Pleismar. Beruflich wirkte er vor allem in Schleusingen im sächsischen Anteil der Grafschaft Henneberg. Hier war er ab 1782 auch Besitzer der Glashütte Allzunah, die aber zum Erliegen gekommen war.
Friedrich August von Haeseler und dessen unmündiger Neffe August Ferdinand von Haeseler schlossen 1771 einen Traditionsrezess. Klosterhäseler übernahm Friedrich August, während Gößnitz August Ferdinand erhielt.
Er war dreimal verheiratet. 
Am 18. Februar 1766 heiratet er Karoline Luise Wilhelmine von Hopfgarten (* 1. November 1745; † 4. Februar 1767). Nach dem Tod seiner ersten Frau heiratete er Sophie Luise Christine von Thümmel (* 3. Juli 1746; † 9. August 1781). Das Paar hatte folgende Kinder:
- Friedrich August (* 31. Juli 1779; † 26. Juni 1854), Herr auf Klosterhäseler, Dietrichroda und Pleisma ⚭ Josephine de Quesnoy (* 20. März 1787; † 20. September 1793)
- Luise Isabella Charlotte (* 18. November 1780; † 16. Februar 1855) ⚭ 1800 Freiherr Emil von Lynker († 7. Januar 1851)

Am 4. März 1782 heiratete er Sophie Wilhelmine von Wurmb (* 7. November 1761; † 20. September 1793). Das Paar hatte folgende Kinder:
- Wilhelmine Frederike Sophie (* 10. Mai 1783; † 1856), Stifterin der Haeseler-von-Ende-Stiftung ⚭ Karl Heinrich Konstantin von Ende
- Ludwig Georg August (* 21. Januar 1788; † 1813)
- Charlotte Henriette (* 9. August 1789) ⚭ Heinrich Thilo von Seebach (* 29. Dezember 1781; † 1851), Herr auf Marienthal[1]
- Heinrich Adolf August (* 27. Oktober 1790; † 1. Juli 1868), Oberstleutnant ⚭ Emilie Charlotte von Könneritz (* 26. April 1799; † 6. Juni 1840)
- Ferdinand Rudolf Ernst August (* 9. Mai 1792; † 10. Mai 1869), Herr auf Gößnitz, sächsischer Kammerherr und Landjägermeister ⚭ Paulie Johanna Charlotte Auguste Frederike von Germar († 14. August 1882)